# Скадовка
Скадовка (укр. Скадовка) — село в Чаплинской поселковой общине Каховского района Херсонской области Украины.
Население по переписи 2001 года составляло 848 человек. Почтовый индекс — 75211. Телефонный код — 5538. Код КОАТУУ — 6525483801.

## История
Скодовский Яков Яковлевич (1770, Польша — 1840, Скадовск) происходил из шляхетского рода, причисленного к гербу «Доленга». Приехав в Россию в 1793 году, стал служащим в «Компании Польской по Херсонской коммерции» и позднее получил чин советника канцелярии в Министерстве иностранных дел. Граф Мордвинов назначил его на должность управляющего своим поместьем в Таврии. После смерти графа Мордвинова он унаследовал 10 000 десятин, купил еще землю и стал помещиком. Поселился в 40 км от Каховки, основав родовое село Скадовка с несколькими хуторами.

## Местный совет
75211, Херсонская обл., Чаплинский р-н, с. Скадовка, ул. Ленина, 38